# Stabben, Antarktis
Stabben är ett berg i Antarktis. Det ligger i Östantarktis. Norge gör anspråk på området. Toppen på Stabben är 1 710 meter över havet, eller 225 meter över den omgivande terrängen. Bredden vid basen är 2,5 km.
Terrängen runt Stabben är platt åt nordost, men åt sydväst är den kuperad. Trakten är glest befolkad. Närmaste befolkade plats är Troll research station, 12,0 kilometer sydväst om Stabben. 